# Mały Baldram
Mały Baldram – osada w Polsce położona w województwie pomorskim, w powiecie kwidzyńskim, w gminie Kwidzyn nad Liwą.
W latach 1975–1998 miejscowość administracyjnie należała do województwa elbląskiego.